# ピツフィク宇宙軍基地
ピツフィク宇宙軍基地（ピツフィクうちゅうぐんきち,Pituffik Space Base [biːduːˈfiːk]）は、グリーンランド西北部、カーナーク（Qaanaaq）の未編入飛地にあるアメリカ宇宙軍の軍事基地。アメリカ宇宙軍の基地では、最北にあるものであり、北緯76度32分西経68度42分に位置する。これは北極点から1,500kmほどしか離れていない。旧称は、チューレ空軍基地（Thule Air Base [ˈtuːli]）であり、2023年4月に改名された。

## 概要
グリーンランドにアメリカ軍の基地が設置されたのは、第二次世界大戦中のことである。1941年にデンマーク本国がドイツ軍に占領されたために、アメリカ軍がグリーンランドを保護したことによる。第二次世界大戦中から戦後にかけて、チューレは気象観測基地となっており、小規模な滑走路などが設置されていた。1950年11月にチューレに爆撃機用の基地を設置する計画がアメリカ空軍で決定され、1951年6月にはグリーンランドがNATOの防衛担当地域となった。冷戦期において、ソ連とアメリカの最短経路は北極を経由するものであり、北極圏にあるグリーンランドは軍事的に重要な位置にあった。つまり、ソ連を爆撃する爆撃機の発進・経由地として適した位置にあり、またソ連爆撃機の迎撃に適した地点であった。
チューレ空軍基地の建設は1951年7月より秘密裏に開始され、1953年にほぼ完成した。基地の主要部分は1951年夏季中に完成しており、150を超える建物が建設された。1953年から1959年にかけては戦略航空軍団のB-36、B-47爆撃機、KC-97空中給油機などが配備されていた。
1961年には弾道ミサイル早期警戒システム(BMEWS)のレーダーが設置されている。1960年代前半がチューレが最も活発であった時期であり、配置された要員も1万人を超えていた。以降は、基地が縮小され、1968年には常駐人員が約3,370名となった。
基地の管轄は、1952年1月には北東航空軍団(Northeast Air Command, NEAC)であったが、1957年に戦略航空軍団(Strategic Air Commond, SAC)に、1960年に防空軍団(Air Defense Command, ADC)に移管され、1982年以降は空軍宇宙軍団(Air Force Space Command)の管轄となっていた。アメリカ宇宙軍創設後に、基地及び所在部隊は宇宙軍へと移管されてきている。
現在の基地の主任務は宇宙作戦軍団第12宇宙警戒中隊によるICBMなどの弾道ミサイル警戒任務および第23宇宙作戦中隊第1分遣隊により人工衛星の追跡・管制となっている。飛行場の維持整備は第821飛行場群(821st Air Base Group)が担当している。

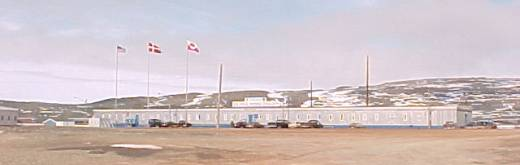
チューレ空軍基地

## 所在部隊
宇宙作戦軍団隷下
- 第21宇宙航空団（英語版）
  - 第12宇宙警戒中隊（英語版）
- 第50宇宙航空団
  - 第50ネットワーク作戦群（英語版）
    - 第23宇宙作戦中隊（英語版）第1分遣隊

## 就航航空会社と就航都市
| 航空会社             | 就航地                                                                                           |
| -------------------- | ------------------------------------------------------------------------------------------------ |
| エア・グリーンランド | カーナーク ヘリコプター:モリサック、サビシビク チャーター便:コペンハーゲン、カンゲルルススアーク |